# إليز مالمبيرغ
إليز مالمبيرغ (بالسويدية: Elise Malmberg)‏ هي منافسة ألعاب القوى سويدية، ولدت في 13 يوليو 1995.

## وصلات خارجية
- إليز مالمبيرغ على موقع الاتحاد الدولي لألعاب القوى (الإنجليزية)
- إليز مالمبيرغ على موقع الدوري الماسي (الإنجليزية)